# Gare de Volmerange-les-Mines
Gare de Volmerange-les-Mines vasútállomás Franciaországban, Volmerange-les-Mines településen.

## Vasútvonalak
Az állomást az alábbi vasútvonalak érintik:
- Bettembourg–Volmerange-les-Mines-vasútvonal

## Kapcsolódó állomások
A vasútállomáshoz az alábbi állomások vannak a legközelebb:
- Dudelange-Usines vasútállomás (Bettembourg vasútállomás, Bettembourg–Volmerange-les-Mines-vasútvonal)